# Alba.nu
Alba.nu (även känd som Alba, marknadsförd som alba.nu) är en svensk webbtidning startad 1997. Den ges ut i Göteborg och drivs av föreningen med samma namn. Den är Sveriges äldsta (kvarvarande) kulturtidskrift grundad som webbtidning.
Alba.nu drivs av ett par frilansjournalister från Göteborg. Den publicerar sex nummer per år, inom ämnena kultur, vetenskap och samhälle. Tidningen får regelbundet utgivningsbidrag från Statens kulturråd. Dess redaktör Siri Reuterstrand är även ordförande för Föreningen för Sveriges Kulturtidskrifter, som årligen delar ut priset Årets kulturtidskrift.